# Форсайт (Джорджія)
Форсайт (англ. Forsyth) — місто (англ. city) в США, в окрузі Монро штату Джорджія. Населення — 4384 особи (2020).

## Географія
Форсайт розташований за координатами 33°2′4″ пн. ш. 83°56′17″ зх. д. / 33.03444° пн. ш. 83.93806° зх. д. (33.034543, -83.938062).  За даними Бюро перепису населення США в 2010 році місто мало площу 15,27 км², з яких 15,26 км² — суходіл та 0,01 км² — водойми.

## Демографія
Згідно з переписом 2010 року, у місті мешкало 3788 осіб у 1540 домогосподарствах у складі 1018 родин. Густота населення становила 248 осіб/км².  Було 1760 помешкань (115/км²).
Расовий склад населення:
| - 54,9 % — чорних або афроамериканців - 41,2 % — білих - 1,3 % — азіатів - 0,3 % — корінних американців - 1,2 % — осіб інших рас |

До двох чи більше рас належало 1,1 %. Частка іспаномовних становила 2,1 % від усіх жителів.
За віковим діапазоном населення розподілялося таким чином: 23,2 % — особи молодші 18 років, 60,1 % — особи у віці 18—64 років, 16,7 % — особи у віці 65 років та старші. Медіана віку мешканця становила 40,6 року. На 100 осіб жіночої статі у місті припадало 76,8 чоловіків;  на 100 жінок у віці від 18 років та старших — 71,1 чоловіків також старших 18 років.
Середній дохід на одне домашнє господарство  становив 42 503 долари США (медіана — 22 899), а середній дохід на одну сім'ю — 52 952 долари (медіана — 30 972). Медіана доходів становила 38 700 доларів для чоловіків та 27 727 доларів для жінок. За межею бідності перебувало 37,1 % осіб, у тому числі 43,9 % дітей у віці до 18 років та 24,5 % осіб у віці 65 років та старших.
Цивільне працевлаштоване населення становило 1351 осіб. Основні галузі зайнятості: освіта, охорона здоров'я та соціальна допомога — 21,6 %, мистецтво, розваги та відпочинок — 17,5 %, роздрібна торгівля — 13,8 %, публічна адміністрація — 11,5 %.